# Saint-Sever-du-Moustier
Saint-Sever-du-Moustier är en kommun i departementet Aveyron i regionen Occitanien i södra Frankrike. Kommunen ligger  i kantonen Belmont-sur-Rance som ligger i arrondissementet Millau. År 2022 hade Saint-Sever-du-Moustier 180 invånare.

## Befolkningsutveckling
Antalet invånare i kommunen Saint-Sever-du-Moustier
Referens: INSEE